# Modularność
Modularność – własność obiektów algebraicznych pierwotnie zaobserwowana w teorii grup przez Richarda Dedekinda, stąd znana też jako prawo modularności Dedekinda, a następnie przeniesiona na grunt teorii pierścieni i teorii modułów. Naturalnym kontekstem okazała się jednak teoria krat – kraty spełniające tę własność nazwano kratami modularnymi.

## Grupy, pierścienie i moduły
Dla dowolnych podgrup {\displaystyle A,B,C} danej grupy, dla których {\displaystyle A\leqslant C} ({\displaystyle A} jest podgrupą {\displaystyle C}), zachodzi własność modularności
{\displaystyle AB\cap C=A(B\cap C),}
gdzie mnożenie (oznaczone przez zestawienie) oznacza iloczyn kompleksowy; w notacji addytywnej z kolei własność tam ma postać
{\displaystyle (A+B)\cap C=A+(B\cap C),}
przy czym dodawanie {\displaystyle A+B} oznacza grupę generowaną przez {\displaystyle A\cup B.}
W tej postaci jest ona prawdziwa dla pierścieni, czy modułów, gdy {\displaystyle A,B,C} oznaczają ideały danego pierścienia lub podmoduły ustalonego modułu (przy założeniu {\displaystyle A} jest ideałem/podmodułem {\displaystyle C;} {\displaystyle A+B} oznacza ideał/moduł generowany przez {\displaystyle A\cup B}). Wszystko co dotyczy modułów przenosi się bez zmian na przestrzenie liniowe.

## Kraty
Dla krat własność tę można przedstawić w postaci tożsamości: dla dowolnych elementów {\displaystyle a,b,c} zachodzi
{\displaystyle ((a\wedge c)\vee b)\wedge c=(a\wedge c)\vee (b\wedge c).}
Można ją wyrazić w słabszej postaci jednego z aksjomatów rozdzielności: dla elementów {\displaystyle a,b,c,} przy czym {\displaystyle a\leqslant c,} zachodzi
{\displaystyle (a\vee b)\wedge c=(a\wedge c)\vee (b\wedge c)=a\vee (b\wedge c).}
Sformułowania są równoważne, gdyż {\displaystyle a\leqslant c} wtedy i tylko wtedy, gdy {\displaystyle a\wedge c=a.} Jest to w istocie postać opisana w poprzedniej sekcji dla struktur algebraicznych.
Ponieważ w dowolnej kracie prawdziwa jest nierówność
{\displaystyle ((a\wedge c)\vee b)\wedge c\geqslant (a\wedge c)\vee (b\wedge c),}
jako że tak {\displaystyle (a\wedge c)\vee b,} jak i {\displaystyle c} są większe lub równe od {\displaystyle a\wedge c} oraz {\displaystyle b\wedge c,} to prawo modularności jest równoważne
{\displaystyle ((a\wedge c)\vee b)\wedge c\leqslant (a\wedge c)\vee (b\wedge c).}
Kraty rozdzielna, projektywna, czy metryczna są kratami modularnymi.

## Przykłady
Wśród przykładów krat modularnych można wymienić kraty podgrup normalnych (permutowalnych/quasi-normalnych) danej grupy, krata podprzestrzeni danej przestrzeni liniowej (podprzestrzeni danej przestrzeni rzutowej), krata ideałów danego pierścienia, czy krata podmodułów danego modułu. We wszystkich tych przypadkach porządkiem częściowym w tych kratach jest zawieranie. Kres dolny to część wspólna zbiorów, zatem kres dolny dowolnej liczby elementów zawsze istnieje; kres górny dowolnego zbioru {\displaystyle X} elementów definiuje się jako {\displaystyle \bigvee X=\bigcap \ \{y\colon x\subseteq y\ \mathrm {dla\,wszystkich} \ x\in X\}.}
W języku algebraicznym kres dolny to podgrupa, podprzestrzeń, ideał lub podmoduł generowane przez wszystkie elementy należące do sumy {\displaystyle \bigcup X.}
Niech {\displaystyle G} będzie grupą, a {\displaystyle H} oraz {\displaystyle K} jej dwiema podgrupami zawartymi jedna w drugiej, dla których {\displaystyle H\leqslant K\leqslant G.} Jeżeli {\displaystyle N} jest podgrupą normalną w {\displaystyle G,} to {\displaystyle NH=KN} oraz {\displaystyle H\cap N=K\cap N,} pociągają {\displaystyle H=K.} Z prawa modularności wynika bowiem {\displaystyle H=H(H\cap N)=H(K\cap N)=K\cap NH=K\cap KN=K;} założenie normalności {\displaystyle N} jest niezbędne w celu zagwarantowania, że {\displaystyle NH=KN} ma strukturę grupy (jako iloczyny półproste).